# 東片端

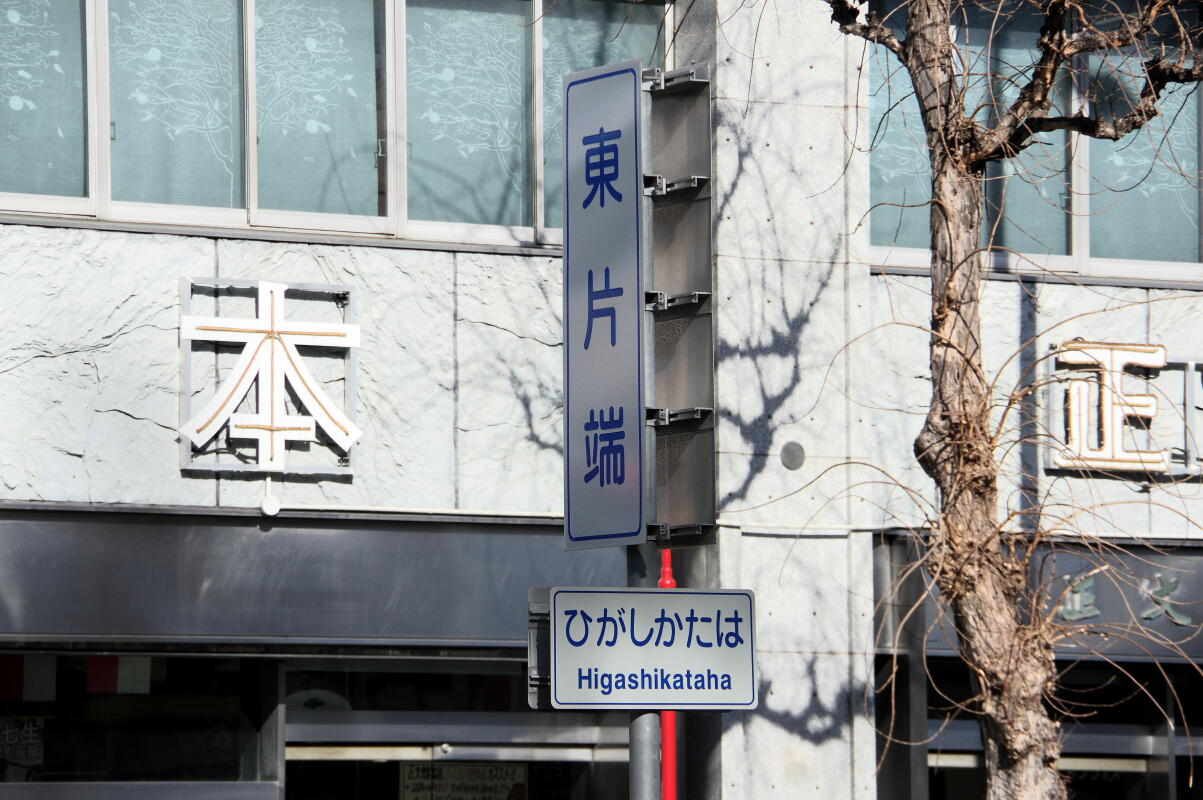
東片端交差点標識（2018年1月）

東片端（ひがしかたは）は、愛知県名古屋市東区にある地名。2023年5月時点で現存する地名である東片端町と、広域地名としての東片端交差点周辺地域をさす。
現行行政地名は東片端町（ひがしかたはまち）。丁番を持たない単独町名である。住居表示は未実施。

## 概要
東片端は空港線（国道41号）と外堀通が交わる東片端交差点座標: 北緯35度10分43秒 東経136度54分50.3秒 / 北緯35.17861度 東経136.913972度とその周辺の呼称である。外堀通の南側は住居表示実施による町名変更により泉と町名が変更されてしまっているが、北側は現在でも東片端町（ひがしかたはまち）の名を残している。古くから名古屋に住む人は、この辺りをかたはと呼ぶことも多い。「東片端交差点周辺地域」という用途で用いた場合の「東片端」は、町名としての「東片端町」のみならず「橦木町一丁目・二丁目」「泉一丁目・二丁目」なども併せた一帯を示す概念として用いられていることとなる。
清洲越しにより名古屋城が築城され城下町が形成されて以降、名古屋の街道の基点だった伝馬町札の辻からつながり、文字どおり名古屋城下からの東の出入り口として木曽街道（現在の国道41号に相当）や善光寺道（現在の国道19号に相当）とつながる場所であり、交通の要所として栄えた。明治以降も市電の都心方向への乗り換え地点として交通の要所であったが、市電の廃止以後鉄道駅等はなくなり、従来そうであったような交通の要所としての意味合いは薄れてしまっている。

## 地名の由来
東片端町は1878年（明治11年）に成立した町である。「片端」とは本来の意味では「名古屋城の外堀に面した道筋の片側にだけ武家屋敷があるもの」であり、現存する東片端町の位置はこれには当たらず「南片端筋」（2012年8月現在での外堀通に相当）の東にあることから「東片端」と呼ぶようになったものと考えられている。

## 周辺状況

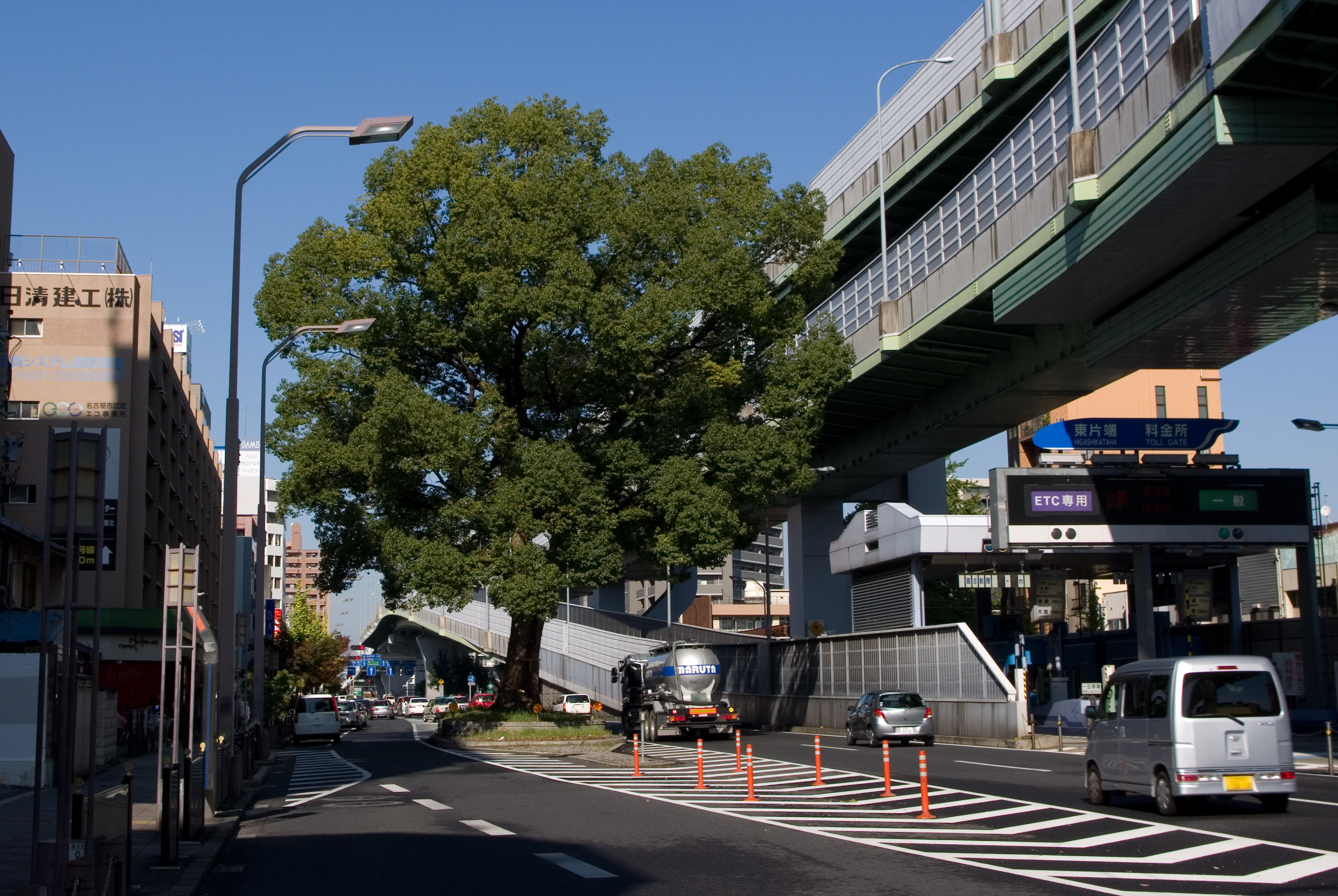
国道41号の車道上にあるクスノキ
画像右側は名古屋高速1号楠線および東片端入口

2018年1月時点において現存する東片端町は外堀通に沿った北側の地域となる。東片端町の北側には西側から順に上竪杉町・撞木町一丁目・（国道41号）・撞木町二丁目といった地域が位置している。白壁地区はこれらの地域のさらに北側となる。東片端交差点から北に120mほど行った国道41号の車道上にはクスノキの大木があり、車はその大木を避けるようにして通るようになっている。
外堀通より南側の地域は、住居表示の実施により昭和51年1月に「泉」となった。東片端交差点の南西方向の地域が泉一丁目、南東方向の地域が泉二丁目である。
2018年1月現在では、東片端交差点直上には高架で名古屋高速道路都心環状線と1号楠線が接続する東片端ジャンクションがあり、交差点北側には東片端入口がある。地域内に鉄道駅等はない。
東片端交差点周辺には事務所用途の小規模なビルが多いが、マンションなどの住宅も少なくない。

### 主な施設・企業
カッコ内は当該施設が所在する町名。
東片端交差点北側
- 正文館書店本店（東片端町） - 2023年6月30日閉店[8]
- キクチメガネ本店（東片端町）
- スズケン本社（東片端町）
- 名古屋市立山吹小学校（橦木町二丁目）
- 文化のみち橦木館（橦木町二丁目）
- 日本棋院中部総本部（橦木町一丁目）

東片端交差点南側
- AOI名古屋病院（旧・名古屋逓信病院）（泉二丁目）
- 喫茶ボンボン（泉二丁目）
  - 大正時代にドイツ人捕虜から洋菓子を習い、名古屋で先駆的に洋菓子店を開業した山本洋菓子店を前身とする老舗。

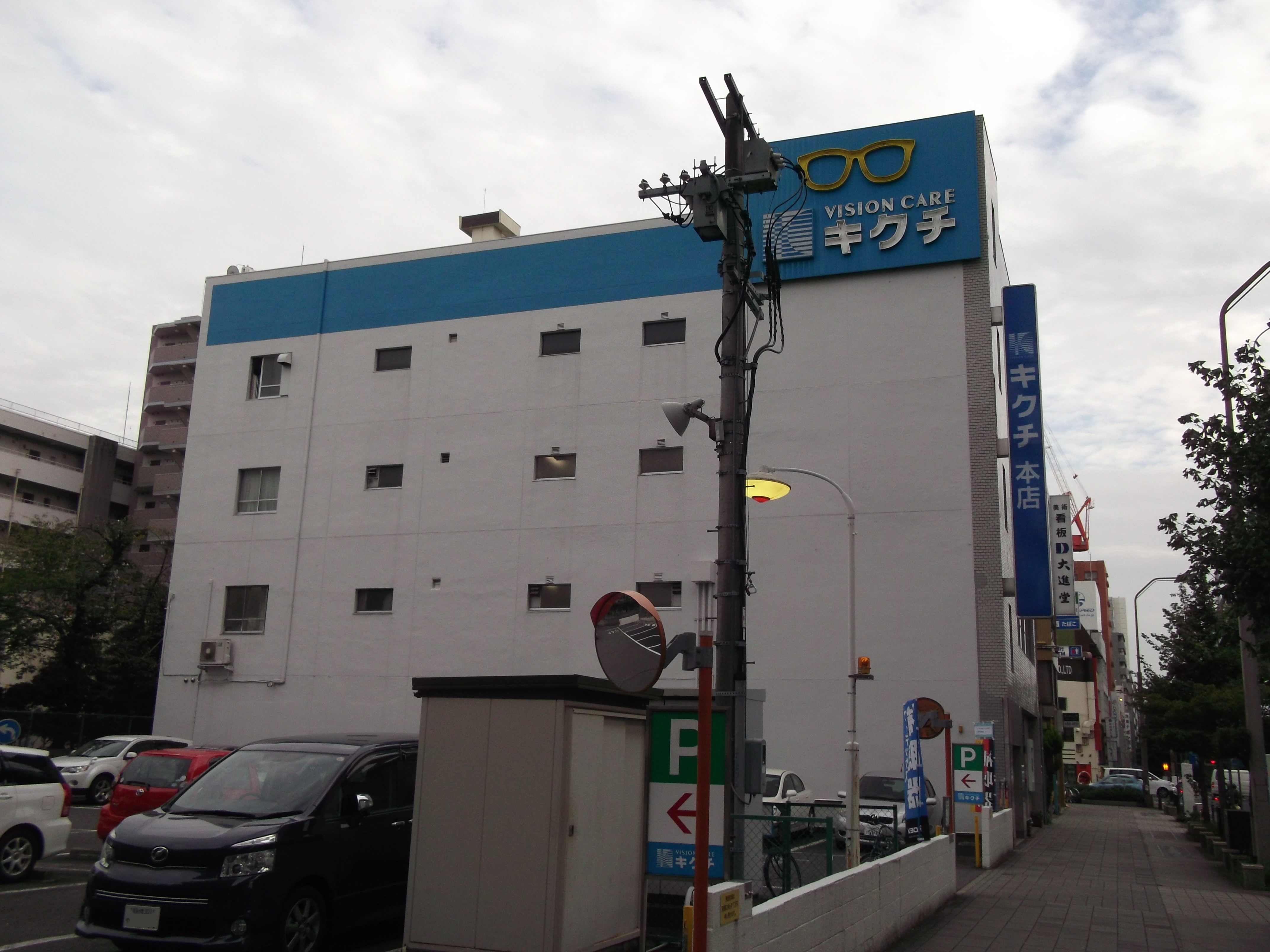
キクチメガネ本店
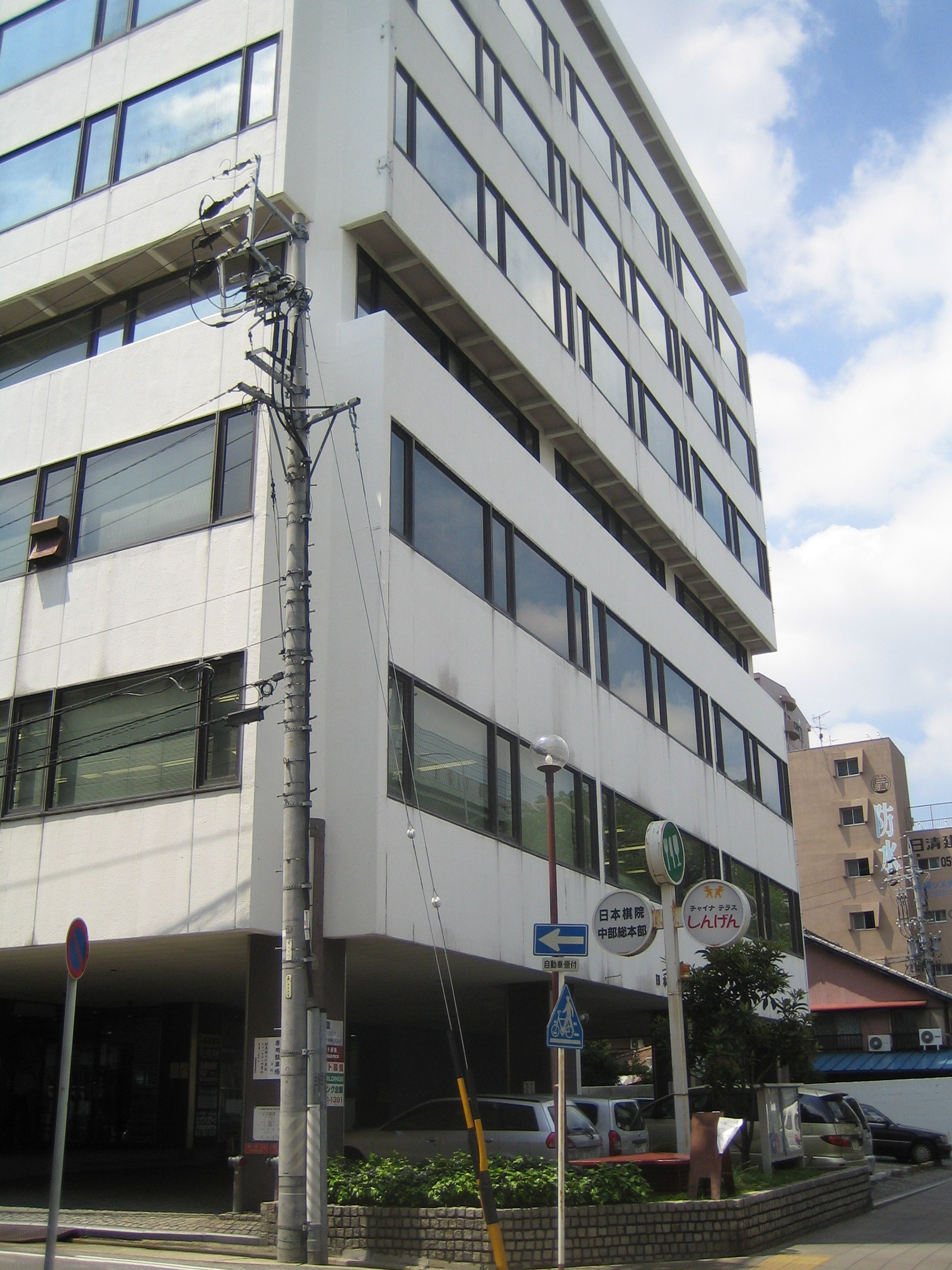
日本棋院中部総本部
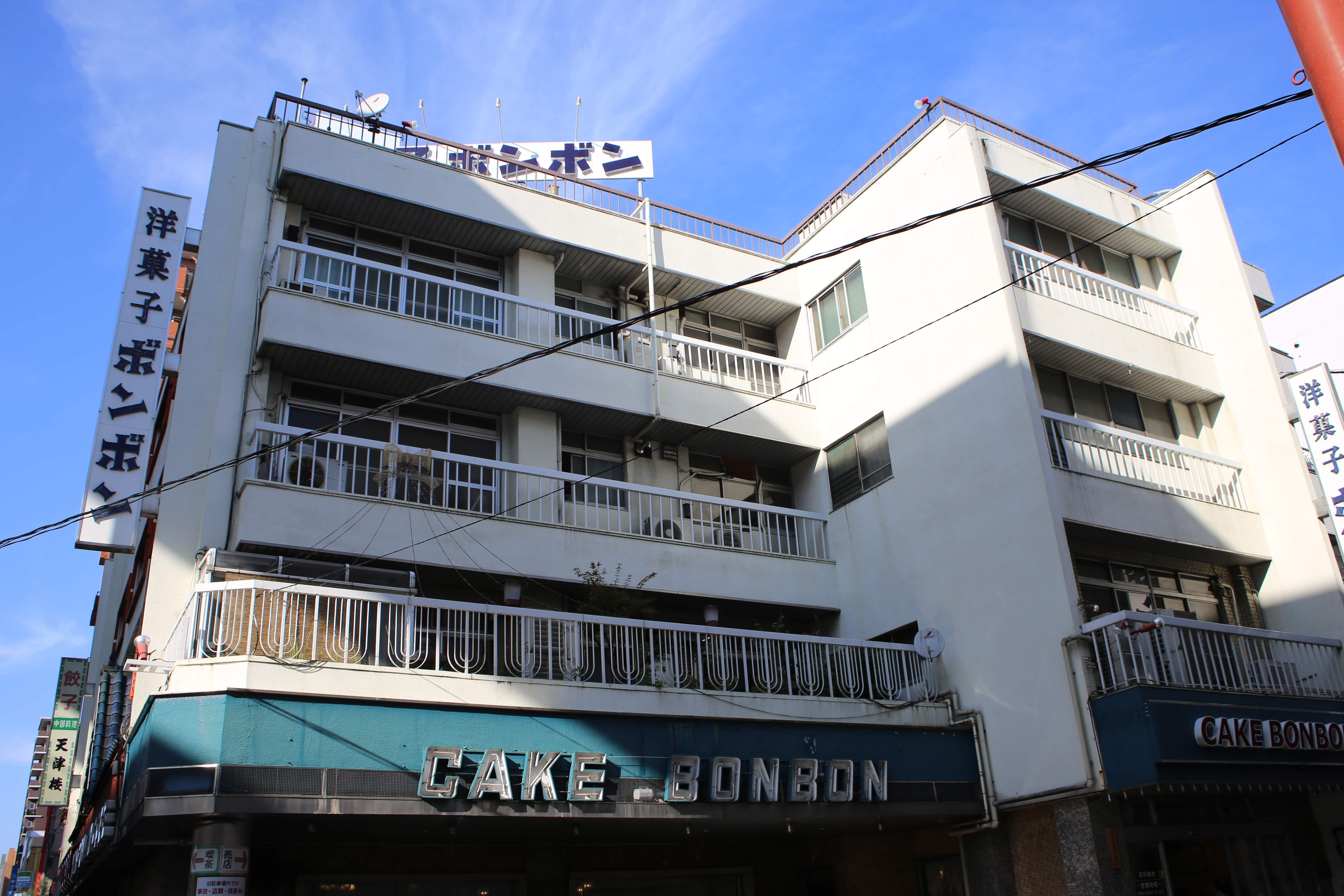
喫茶ボンボン

## 公立小中学校の学区
東片端町はすべて名古屋市立山吹小学校区である。「東片端」を広域地名として捉えた場合に対象となる上竪杉町・撞木町一丁目・二丁目・泉一丁目・二丁目といった町域についても山吹小学校区となっていることが多いが、上竪杉町・泉一丁目・二丁目の一部は名古屋市立東桜小学校区となっている。
これら2校の公立中学校進学先は、名古屋市立冨士中学校となる。名古屋市においては公立学校選択制が導入されていないことから、学区の移転を伴う住居移転がない場合、卒業した小学校に対応して進学する公立中学校が決まる。
| 町名     | 番・番地等 | 小学校               | 中学校               | 高等学校 |
| -------- | ---------- | -------------------- | -------------------- | -------- |
| 東片端町 | 全域       | 名古屋市立山吹小学校 | 名古屋市立冨士中学校 | 尾張学区 |

2010年国勢調査実施時における東片端町は世帯数218世帯、人口326人となっている。ここに挙げられた以外の町域も含むこととなるが、同じく2010年国勢調査時の山吹小学校区の人口密度はkm2あたり10509人となっている。

## 交通
東片端は江戸時代には木曽街道（上街道、犬山・可児方面から中山道に接続）と善光寺道（下街道、春日井・多治見方面から中山道に接続）の分岐点として交通の要所であり、明治期以降においては名古屋市電の東片端線（名古屋城 - 大津橋 - 東外堀町 - 東片端 - 飯田町 - 平田町）と高岳線（東新町 - 高岳町 - 東片端 - 清水口 - 長塀町五丁目 - 赤塚 - 山口町 - 徳川町 - 大曽根）の交点となっていた。1961年（昭和36年）12月のダイヤ改正時点では名古屋市電運転系統全27系統のうち7系統が東片端を通過点としており乗換点となっていたが、1971年（昭和46年）2月には東片端線が、同4月には高岳線が廃止され、東片端地区には鉄道駅は存在しなくなった。
2018年1月時点では地下鉄桜通線 高岳駅が東片端からもっとも近い駅であるが、当地域が名古屋市の都心部と言ってよい地域であることを考えると最寄り駅というには少々距離がある（東片端交差点からは徒歩で7分程度）。

### 道路
- 名古屋高速道路
  - 東片端ジャンクション
  - 東片端入口

- 空港線（国道41号）
- 外堀通
  - 両者の交点が東片端交差点である。

### バス
- 東片端バス停（名古屋市営バス）

## 沿革
- 1889年10月1日 - 名古屋市が成立。
- 1908年 - 名古屋市東区成立。
- 1936年（昭和11年）1月22日 - 東片端町において、株式会社ゼーウイトコウスキー商会名古屋支店が設置される[12]。
- 1976年 - 東片端町の一部などから泉1～2丁目が成立。
- 1980年 - 東片端町の一部などが泉1～2丁目に成立。